# Pilsdon Pen
Pilsdon Pen est une colline culminant à 277 mètres d'altitude dans le Dorset, dans le Sud-Ouest de l'Angleterre, à l'extrémité nord du vallon de Marshwood (en) dans le district administratif du Dorset-Occidental, à environ 7,2 kilomètres à l'ouest de Beaminster. C'est le deuxième point le plus haut du Dorset et offre une vue panoramique s'étendant sur plusieurs kilomètres. Il fut légué au National Trust par la famille Pinney en 1982.

## Géographie

### Situation
Parmi les autres sommets de la région se trouvent la colline Lewesdon (279 m), point culminant du Dorset à environ 4 kilomètres à l'est, et la colline Blackdown (215 m) à environ 2 kilomètres au nord-ouest.

### Géologie
La colline est un affleurement de sable vert inférieur (en) du Crétacé situé parmi des strates de marne et d'argile du Jurassique, à la frontière entre la craie du sud-est de l'Angleterre et le granite du Devon et des Cornouailles.

## Archéologie
La colline est surmontée par une colline fortifiée durotrigienne à lignes de défense multiples de l'âge du fer qui a été fouillée dans les années 1960 par Peter Gelling (en), de l'Université de Birmingham, et son épouse Margaret Gelling (en) à la demande de Michael Pinney. Les restes de quatorze rotondes (en) ont été découverts à proximité du centre du fort. Des recherches ont également été menées par le National Trust en 1982 et par la Commission royale sur les monuments historiques d'Angleterre en 1995.
Il existe des opinions divergentes quant à l'âge des structures rectilignes (carrées) présentes au centre du fort : elles pourraient être des tumulus en coussins (des monticules construits par l'homme pour l'élevage de lapins) médiévaux ou être plus anciennes. Il n'y a pas de moyen clair de distinguer les autres monticules entre les monticules en coussin et les tumulus, et le sol acide fait que presque tous les os et les poteries sont en très mauvais état. Le National Trust, d'après les fouilles de 1982 (qui ont restauré les monticules selon leur profil d'origine antérieur aux fouilles de Gelling) les considèrent comme médiévales ; Gelling pensait qu'il était possible qu'elles fussent plus anciennes. Des structures rectilignes supplémentaires sont notées dans le relevé de résistivité du National Trust de 1999.

## Récit
En 1795-1797, Dorothy Wordsworth et son frère William vivaient à Racedown House, une propriété de la famille Pinney à l'ouest de Pilsdon Pen. Ils marchaient dans la zone pendant environ deux heures chaque jour et la proximité des collines, dont Pilsdon Pen, consolait Dorothy des collines de son pays natal, à Lakeland. Elle écrit :

Vue panoramique de Pilsdon Pen.

« Nous avons des collines qui, vues de loin, ressemblent presque à des montagnes, certaines cultivées presque jusqu'à leur sommet, d'autres à l'état sauvage couvertes d'ajoncs et de genêts. Elles me font le plus plaisir car elles me remémorent notre nature d'origine. »